# جزر شعري الأوراق
جزر شعري الأوراق (الاسم العلمي:Daucus capillifolius) هو نوع من النباتات يتبع جنس الجزر من الفصيلة الخيمية.